# Pink Friday: Reloaded Tour
Pink Friday: Reloaded Tour е второто турне на американско-тринидадската певица Ники Минаж. То е в подкрепата на втория ѝ студиен албум – „Pink Friday: Roman Reloaded“.

## Списък на изпълнения
Европа
- 21 октомври 2012 – Нотингам, Англия
- 22 октомври 2012 – Манчестър, Англия
- 24 октомври 2012 – Ливърпул, Англия
- 25 октомври 2012 – Нюкасъл, Англия
- 27 октомври 2012 – Бирмингам, Англия
- 28 октомври 2012 – Нюкасъл, Англия
- 30 октомври 2012 – Лондон, Англия
- 2 ноември 2012 – Манчестър, Англия
- 3 ноември 2012 – Шефилд, Англия
- 5 ноември 2012 – Дъблин, Ирландия
- 7 ноември 2012 – Кардиф, Уелс

Океания
- 24 ноември 2012 – Окланд, Нова Зеландия
- 27 ноември 2012 – Аделейд
- 30 ноември 2012 – Сидни, Австралия
- 3 декември 2012 – Бризбейн, Австралия
- 5 декември 2012 – Мелбърн, Австралия
- 8 декември 2012 – Пърт, Австралия

## Подгряващи изпълнители
- Tyga – Европа и Океания
- Миша Би (Misha B) – Великобритания[4]

## Списък на песни
1. „Come on a Cone“
2. „Roman Reloaded“
3. „Beez in the Trap
4. “Did It On 'em
5. „Up All Night“
6. „Make Me Proud“
7. „Moment 4 Life
8. “The Boys"
9. „Muny“
10. „Raining Men“
11. „Dance (A$$)“
12. „Out of My Mind“
13. „I Luv Dem Strippers“
14. „Take It to the Head“
15. „Bottoms Up“
16. „Va Va Voom“
17. „Super Bass
18. “Right Thru Me
19. „Fire Burns“
20. „Save Me“
21. „Marilyn Monroe
22. “Automatic"
23. „Pound the Alarm
24. “Turn Me On"
25. „Hold Yuh (Remix)“
26. „Mercy (Remix)“
27. „Letting Go (Dutty Love)“
28. „Go Hard“
29. „Itty Bitty Piggy“
30. „Roman's Revenge“
31. „My Chick Bad“
32. „Roman In Moscow“
33. „Monster“
34. „BedRock“
35. „Starships“